# 185250 Korostyshiv
185250 Korostyshiv è un asteroide della fascia principale. Scoperto nel 2006, presenta un'orbita caratterizzata da un semiasse maggiore pari a 3,1459886 UA e da un'eccentricità di 0,0891503, inclinata di 9,20455° rispetto all'eclittica.